# IHOP
IHOP Restaurants LLC (International House of Pancakes) é uma rede multinacional estadunidense de panquecas especializada em alimentos para café da manhã. É propriedade da Dine Brands Global - empresa formada após a compra da Applebee's pela IHOP, com 99% dos restaurantes administrados por franqueados independentes.

Logotipo do IHOP, usado até 2015

Embora o foco do IHOP esteja nos alimentos para o café da manhã, ele também oferece um menu de almoço e jantar. A empresa possui 1.841 localidades nas Américas (Estados Unidos, Canadá, México, Panamá, Peru, Equador e Guatemala), no Oriente Médio (Emirados Árabes Unidos, Kuwait, Arábia Saudita e Catar) e no Subcontinente Sul Asiático (Índia e Paquistão), incluindo 161 pertencentes a licenciados locais e 1.680 franqueados. Embora muitos de seus locais estejam abertos 24 horas por dia, 7 dias por semana, o horário mínimo de funcionamento da rede é das 7:00 às 22:00. 

## História

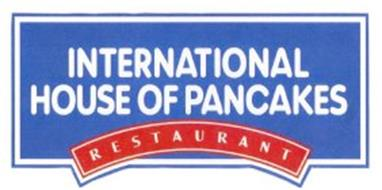
Logotipo usado de 1994 a 2003

Jerry Lapin, Al Lapin e Albert Kallis fundaram a International House of Pancakes na área de Los Angeles, Califórnia, em 1958, com a ajuda de Sherwood Rosenberg e William Kaye. O primeiro restaurante foi inaugurado em 16 de julho de 1958 em 4301 W. Riverside Drive em Burbank, Califórnia. O segundo e terceiro locais em 8555 Vesper Avenue em Panorama City, Califórnia e 3625 Stocker Avenue em Baldwin Hills, Califórnia (um antigo restaurante Brown Derby) ainda estão abertos para negócios.  

## Cardápio

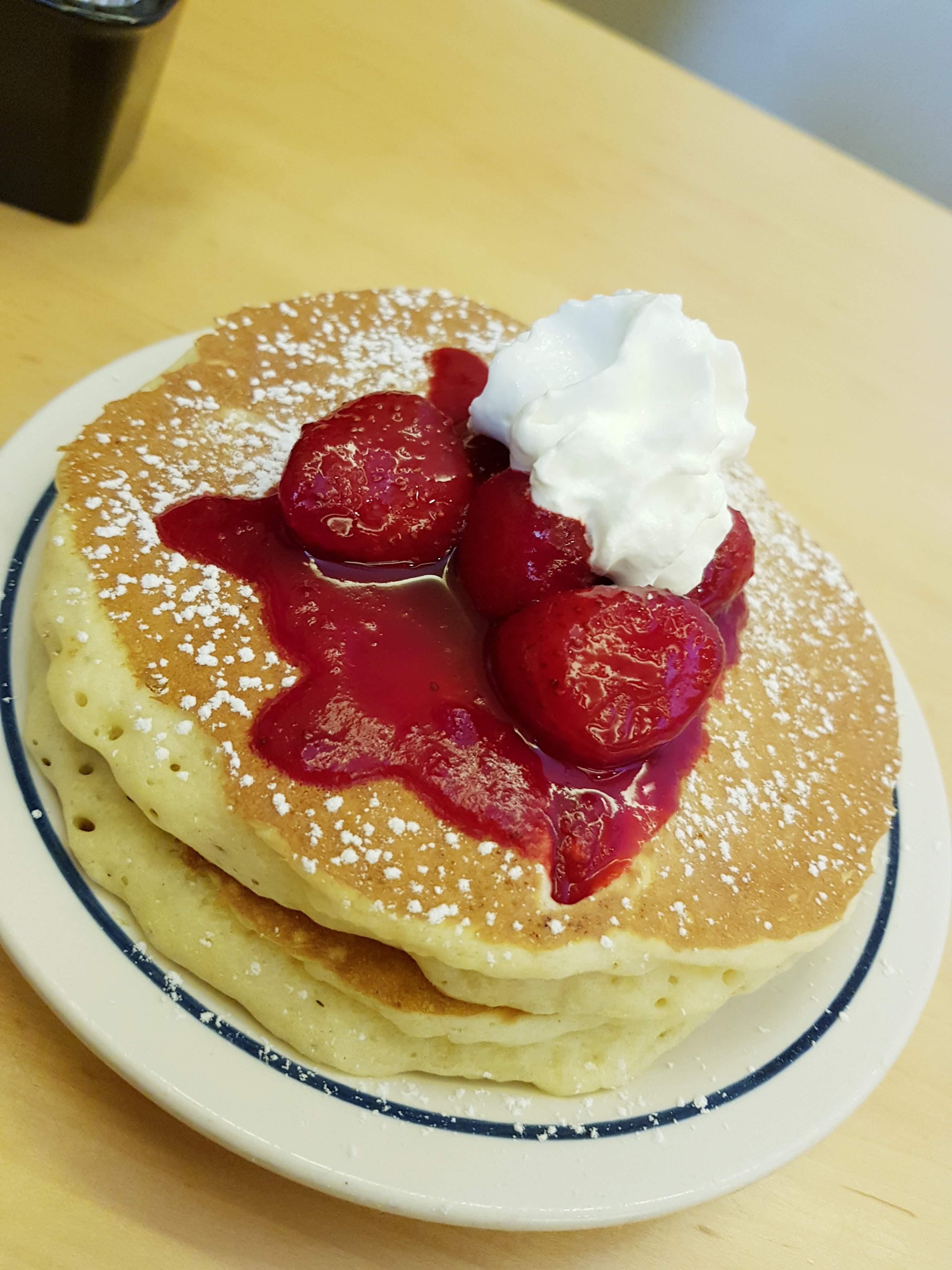
Panquecas de Cheesecake do IHOP

Embora o foco do IHOP seja o café da manhã, servindo panquecas, waffles, rabanadas e omeletes, ele também oferece um cardápio de almoço e jantar, como sanduíches, hambúrgueres e saladas. 

## Localizações
A empresa possui 1.841 locais nas Américas, Oriente Médio e Sul da Ásia.  